# Nieul-le-Virouil
Nieul-le-Virouil là một xã trong tỉnh Charente-Maritime trong vùng Nouvelle-Aquitaine tây nam nước Pháp. Xã này nằm ở khu vực có độ cao từ 28-80 mét trên mực nước biển.

## Lịch sử dân số
| Năm  | Dân số | Mật độ |
| ---- | ------ | ------ |
| 1962 | 635    | -      |
| 1968 | 660    | -      |
| 1975 | 577    | -      |
| 1982 | 530    | -      |
| 1990 | 547    | -      |
| 1999 | 562    | 24/km² |